# Infinite Comics
Infinite Comics  è un marchio di fumetti della casa editrice statunitense Marvel Comics, che include nuove ed originali storie pubblicate in formato digitale che riguardano i famosi supereroi della casa editrice, tra i quali Spider-Man, Wolverine, i Guardiani della Galassia, Silver Surfer, gli X-Men e i Vendicatori. Il marchio venne lanciato nel 2012 con la pubblicazione del primo numero di Avengers vs. X-Men dal titolo "Infinite featuring Nova". 
Piuttosto che raccontare una storia attraverso una serie statica di tavole suddivise in vignette, gli Infinite Comics sono "avvantaggiati grazie al loro formato digitale dal quale vengono riprese tecniche che non sarebbero possibili in un fumetto cartaceo, come le transizioni dinamiche tra vignette e didascalie o balloon che appaiono in sequenza all'interno di una vignetta tramite un comando posto sul lettore." L'utente mantiene il controllo sull'andamento della lettura, procedendo nella storia con uno swipe o premendo su di un elemento sull'interfaccia grafica (per esempio, su una parola all'interno di un balloon) in modo da visualizzare una nuova schermata.
Gli Infinite Comics sono realizzati e ottimizzati per una lettura orizzontale su schermo.

## Cronologia delle principali pubblicazioni
- Avengers vs. X-Men #1: Infinite (febbraio 2012)
- Avengers vs. X-Men #6: Infinite (giugno 2012)
- Avengers vs. X-Men #10: Infinite (agosto 2012)
- Ultimate Spider-Man #0 (ottobre 2012)
- Guardians of the Galaxy: Rocket Raccoon (March 2013)
- Guardians of the Galaxy: Drax (marzo 2013)
- Guardians of the Galaxy: Gamora (aprile 2013)
- Guardians of the Galaxy: Groot (maggio 2013)
- Wolverine: Japan's Most Wanted  #1 - 13 (luglio 2013)
- Infinity: Against The Tide  #1 - 2 (agosto - settembre 2013)
- Iron Man: Fatal Frontier  #1 - 13 (ottobre 2013 - gennaio 2014)
- Deadpool: The Gauntlet  #1 - 13 (gennaio - aprile 2014)
- Daredevil: Road Warrior #1 - 4 (febbraio - marzo 2014)[5]
- Ms. Marvel #1  (marzo 2014)
- Silver Surfer #Point One  (marzo 2014)
- Captain America - The Winter Soldier #1  (marzo 2014)
- Amazing Spider-Man Cinematic Infinite #1 (aprile 2014)
- Amazing Spider-Man: Who Am I? #1 - 12 (aprile 2014 - novembre 2014)
- Original Sin #2: Infinite (maggio 2014)
- Original Sin #3: Infinite (giugno 2014)
- Thanos: A God Up There Listening #1 - 6 (luglio 2014)
- All-New Captain America: Fear Him #1 - 6 (ottobre - novembre 2014)
- X-Men '92 #1 - 8 (maggio - settembre 2015)
- Deadpool & Cable: Split Second #1 - ? (da ottobre 2015 a oggi)
- Marvel Universe: Ultimate Spider-Man Infinite #1 - ? (da giugno 2015 a oggi)
- Marvel Universe: Avengers Assemble Infinite #1 - ? (da gennaio 2016 a oggi)
- The Amazing Spider-Man & Silk: The Spider(Fly) Effect #1 - 8 (gennaio 2016 - maggio 2016)
- Daredevil/Punisher: Seventh Circle #1- (marzo 2016 - giugno 2016)